# کاترینا کلتون
کاترینا کلتون (انگلیسی: Katrina Colleton؛ زادهٔ ۱۷ مارس ۱۹۷۱) بازیکن بسکتبال اهل ایالات متحده آمریکا است.